# 카살린콘트라다
카살린콘트라다(이탈리아어: Casalincontrada)는 이탈리아 아브루초주 키에티도에 있는 코무네이다. 신성 로마 제국의 프리드리히 2세에 의해 세워졌다.